# Olavi Ruitlane

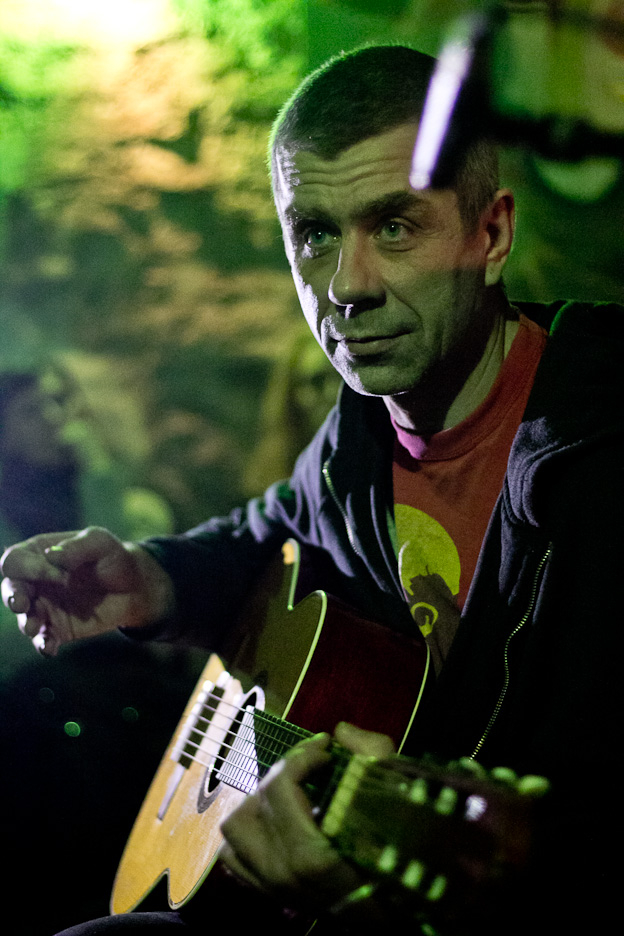
Olavi Ruitlane 2012

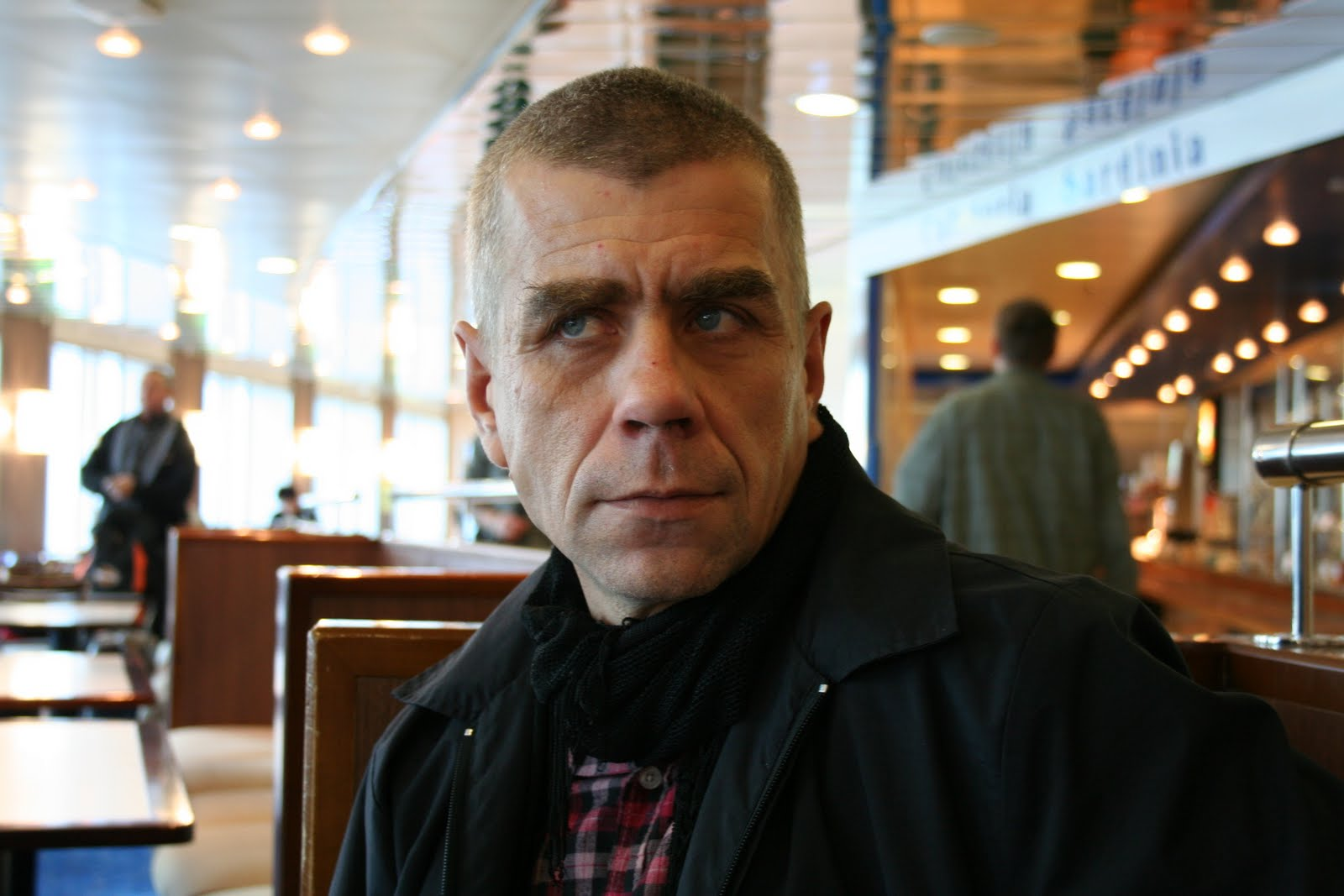
Olavi Ruitlane (2011)

Olavi Ruitlane (südestnisch Ruitlasõ Olavi; * 1. Juli 1969 in Tartu) ist ein estnischer Schriftsteller.

## Leben und Literatur
Olavi Ruitlane wurde in eine Arbeiterfamilie geboren. Früh zog er mit seinen Eltern in den südestnischen Kreis Võru.
Er erwarb zunächst einen Berufsschulabschluss in Võru und legte danach im Fernunterricht das Abitur ab. Olavi Ruitlane hat Arbeitserfahrungen als Anstreicher, Dreher, Fahrer, Heizer, Wachmann, Lieferant, Werkstattleiter, Hirte und Sicherheitsbediensteter gesammelt. Daneben trat er als Lyriker und Schriftsteller in Erscheinung, der zum einen das Leben in Estland mit seinem ehrlich-kritischen Blick zu betrachten weißund dem zum anderen der Geschichte und Kultur seiner Herkunft bewusst ist.
Ruitlane gilt in Estland als einer der Hauptvertreter des sog. Ethnofuturismus, der (post-)moderne Literatur mit regionalen und traditionellen finno-ugrischen Wurzeln verbinden will.
Seine Werke spiegeln sowohl die Problematik des modernen Familienlebens und des Zurechtfindens in der (neu)gewonnenen, post-sowjetischen Freiheit als auch die Geschichte seiner Heimat wider. Er schreibt in der estnischen Schriftsprache als auch im südestnischen Dialekt („Võru kiil“). 2005 veröffentlichte er mit den jungen Autoren Contra, Aapo Ilves, Jan Rahman und Pulga Jaan einen Lyrikband und eine CD, die ausschließlich Lyrik in südestnischer Sprache enthalten.
Olavi Ruitlane lebt seit 2010 in Tallinn. Er gehört folgenden Organisationen an: Eesti Kirjanike Liit (Estnischer Schriftstellerverband), Tartu Noorte Autorite Koondis (Verband der Jungen Tartuer Autoren), Eesti Autorite Ühing (Vereinigung der Estnischen Autoren).
Olavi Ruitlane wurde mit zahlreichen estnischen Literaturpreisen ausgezeichnet.

## Literarische Werke
- Inemise sisu (Gedichte in südestnischer und estnischen Sprache, 1998)
- kaera jaan ja mister propper (Gedichte in südestnischer und estnischer Sprache, 1999)
- Kail (Kinderroman, 2000)
- Volli (Drama über die estnischen Partisanen im Zweiten Weltkrieg, 2004)
- Kroonu (Roman über den russischen Wehrdienst, 2005)
- Peko (Drama über den setukesischen „Gott“ Peko; gemeinsam mit Kauksi Ülle, 2005)
- Pristan (Drama in Zusammenarbeit mit Aapo Ilves, 2005)
- Naine (Roman, 2009)
- Eesti Edulood (2013) (Kunst- und Gedichtbuch in Zusammenarbeit mit Herkki Erich Merila, 2013)